# Eurras
Eüras (en francès Éourres) és un municipi francès situat al departament dels Alts Alps i a la regió de Provença – Alps – Costa Blava.

## Demografia
| 1831                                       | 1962 | 1968 | 1975 | 1982 | 1990 | 1999 | 2006 | 2017 |
| ------------------------------------------ | ---- | ---- | ---- | ---- | ---- | ---- | ---- | ---- |
| 591                                        | 39   | 28   | 28   | 22   | 73   | 85   | 123  | 137  |
| Des de 1962: població sense dobles comptes |      |      |      |      |      |      |      |      |

## Administració
| Període   | Identitat           | Partit |
| --------- | ------------------- | ------ |
| 1977-1983 | Robert André        |        |
| 1983-1989 | Gilles Roy          |        |
| 1989-2001 | Richard Mainguenaud |        |
| 2001-2008 | Yves Michel         |        |
| 2001-2020 | Caroline Yaffee     |        |
| 2020-     | Nathalie de Bruyne  |        |